# Koko Flanel
Koko Flanel is een Vlaamse filmkomedie uit 1990 van Stijn Coninx.
De film stond tot 18 februari 2009 genoteerd als de meest bekeken Vlaamse film ooit met 1.082.000 bioscoopbezoekers. Die dag werd het 19 jaar oude record verbroken door de film Loft van regisseur Erik Van Looy.

## Verhaal
Vader Smellekens ligt op sterven en zegt dat hij teleurgesteld is omdat zijn ene zoon, Placide, nog steeds geen kinderen heeft, maar die heeft een probleem: vrouwen blijven niet lang genoeg bij hem.
Door toeval komt Placide in een foto van een reclamecampagne terecht, en hij ziet daar Sarah, die voor het reclamebureau werkt en wordt op slag verliefd. Helaas is zijn concurrent een succesvol model dat Sarah belooft voor haar te gaan scheiden.
Als Placide plots de kans krijgt om model te worden, grijpt hij die natuurlijk met beide handen om Sarah te zien.

## Rolverdeling
| Acteur                | Personage          |
| --------------------- | ------------------ |
| Urbanus               | Placide Smellekens |
| Bea Van der Maat      | Sarah              |
| Willeke van Ammelrooy | Madame Germaine    |
| Herbert Flack         | Arlondo            |
| Ann Petersen          | Dora               |
| Henri Garcin          | Didier de Meringue |
| Koen Crucke           | Jean-Claude        |
| Philippe Kerjean      | Helmut de Meringue |
| Isabelle Noah         | Orphelia           |
| Leontine Nelissen     | Hildeke            |
| Marc-Henri Wajnberg   | Frédérique         |
| Chris Cauwenberghs    | Fritz              |
| Romain Deconinck      | Vader Smellekens   |
| Katrien Devos         | Vrouw op markt     |
| Jan Decleir           | Azère Smellekens   |
| Yvonne Verbeeck       | Inbreekster        |
| Mandus De Vos         | Alex Confex        |

## Trivia
- Het personage Albert Vermeersch uit de kinderserie Samson en Gert is gebaseerd op dat van Jean-Claude uit Koko Flanel. Beide rollen werden door Koen Crucke gespeeld.[2]
- Na de eindaftiteling verschijnt nog een zwart-wit familiefoto waaruit blijkt dat Sarah en Placide heel wat kinderen hebben. Deze foto is door velen ongekend omdat een eindaftiteling meestal niet volledig wordt uitgekeken.
- Voor de film werden onder meer opnamen gemaakt op het Kasteel d'Ursel in Hingene.[3]